# بير راسموسن
بير راسموسن (بالدنماركية: Per Rasmussen)‏ هو مجدف دنماركي، ولد في 2 فبراير 1959 في سفينبورغ في الدنمارك.

## وصلات خارجية
- بير راسموسن على موقع الاتحاد الدولي للتجديف (الإنجليزية)
- بير راسموسن على موقع اللجنة الأولمبية الدولية (الإنجليزية)
- بير راسموسن على موقع أوليمبيديا (الإنجليزية)